# اورشلیم (فیلم)
اورشلیم (به انگلیسی: Jerusalem) فیلم مستندی دربارهٔ شهر تاریخی اورشلیم است که توسط انجمن نشنال جئوگرافیک توزیع شده است.